# Чекуши
Чекуши — топоним, обозначающий исторический район Санкт-Петербурга, расположенный в юго-западной части Васильевского острова, ныне ограниченный Большим проспектом В. О., Детской улицей, Косой линией и береговой линией Большой Невы, т. наз. Чекушской набережной. Согласно бытописателю-журналисту начала XX в. Анатолию Бахтиарову, Чекуши находятся рядом с Галерной гаванью и примыкают к Неве, а попасть в них можно, повернув налево от Большого проспекта и далее по Кожевенной линии.

## Значение слова
Чекуша — это деревянная колотушка, дубина, которую используют для различных хозяйственных нужд: забивания свай, утрамбовывания земли, глушения пойманных рыб («чекушат рыбу») и т. д. Топоним, применительно к Санкт-Петербургу, возник предположительно в 1720—1730-х гг. В книге Алексея Греча чекуши также названы токмачами.

## История
Ещё до того, как район стал местом промышленной застройки, на его территории в 1728 году уже были построены «кладовые анбары <…> для поклажи пенки», по свидетельству А. И. Богданова. В 1760-х гг. в этом районе находились и другие склады — как об этом свидетельствует выписка из указа Правительствующего Сената о вырубке леса вокруг деревянных амбаров-винохранилищ.

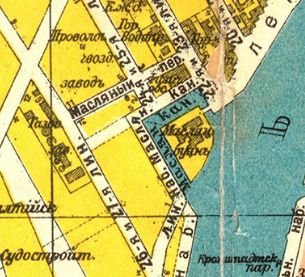
Масляный канал, 1925

А. И. Богданов объясняет возникновение топонима Чекуши тем, что в пеньковых амбарах могла храниться также и мука для провианта; когда она слеживалась и/или подмокала, то разбивалась чекушами.
Со временем район становился промышленным: по свидетельству И. Г. Георги, которое относится к концу XVIII в., в Чекуши, равно как и в другие предместья, власти и промышленники переводили из центра предприятия и создавали новые. Так, сооружены сальный и масляный буяны — пристани для барок и судов, транспортирующих масло и сало, и складские помещения под них. Эти буяны с масложировыми складами располагались недалеко от участка по Кожевенной линии, 1-3 и в противопожарных целях были отделены от остальной территории Масляным каналом, засыпанным в 1930-е гг. Остров, образованный каналом, соединялся с 23-й линией Маслянобуянским мостом.
За ними располагались кожевенные мастерские и заводы, переведённые в Чекуши «дабы не сорили воду в городе»; они и дали имя проезду, вдоль которого стояли — Кожевенной линии. Имелись также ситцевая фабрика, водочный завод, первая в России галантерейная фабрика и др. Известность получили ситценабивная фабрика Якова Лютша, в советское время названная именем революционерки Веры Слуцкой, кожевенный завод Н. Н. Брусницына, в СССР удостоенный имени прозаика, философа и поэта А. Радищева и другие.
В 1856 году компаньоны Карр и Макферсон купили у мещанина Мануилова участок земли в Чекушах и основали завод, ставший впоследствии целым промышленным городком — Балтийским заводом. По мере распространения в России электричества в Чекушах возникли соответствующие предприятия — кабельный завод и российское АО «Сименс-Шуккерт», в 1922 году названное «Электроаппаратом», которое продолжает успешно функционировать и в 2020-е годы.

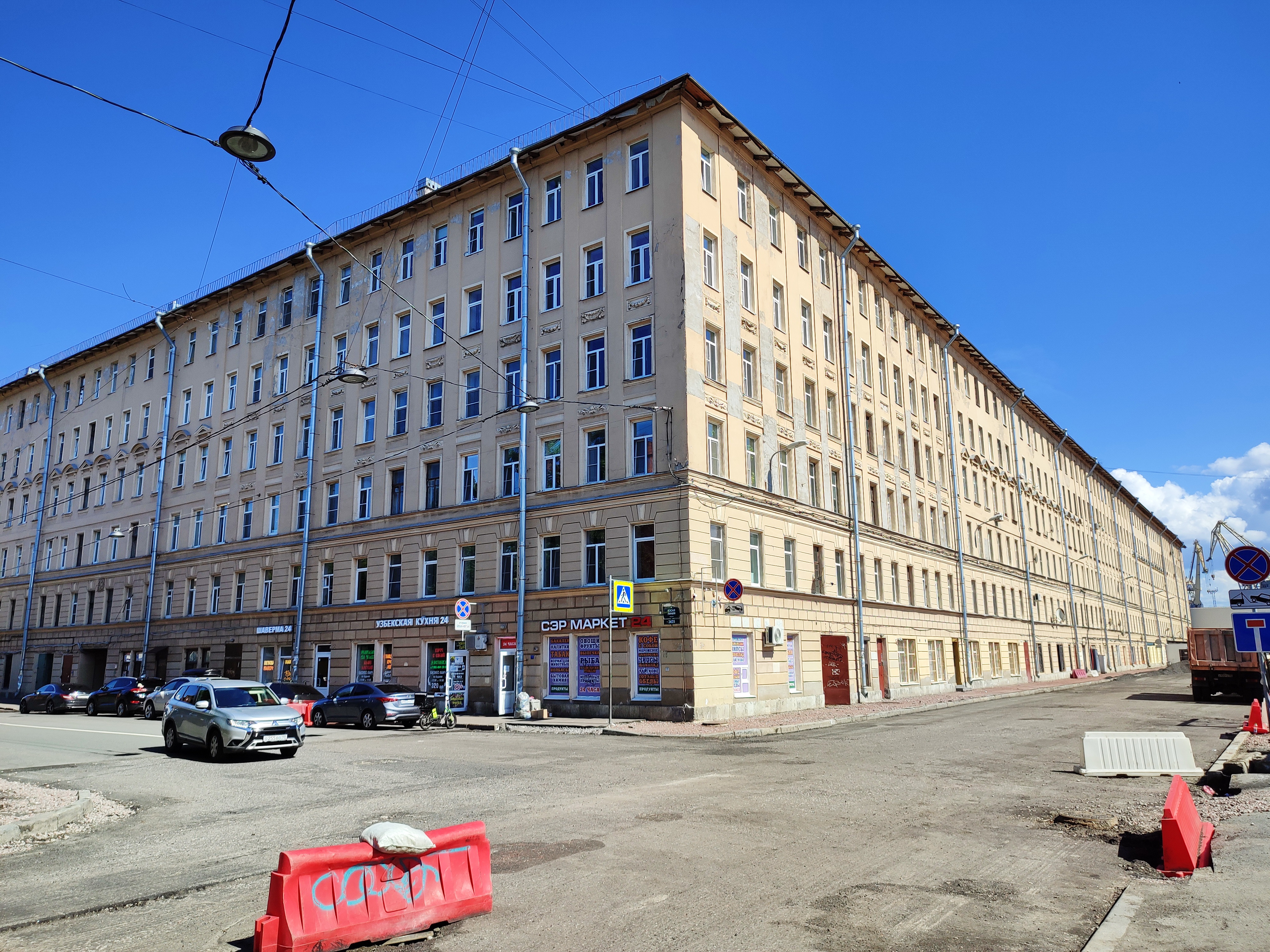
Бывшее общежитие «Скобской дворец»

С середины 1930-х гг. в Чекушах по адресу Кожевенная линия, д.23, несколько лет, до Великой Отечественной войны, работала фабрика граммофонных пластинок Ленмузтреста, при ней имелись типография для печати этикеток и конвертов, студия и оркестр. С началом войны фабрику закрыли, но некоторые матрицы 1940—1941 гг. сохранились и с них после победы грампластинки печатали другие предприятия Ленинграда.
В постсоветское время промышленная зона Чекуш постепенно превращается в территорию для жилья и отдыха, как это происходит и в других местностях Российской Федерации: предприятия прекращают существование или переезжают в другие районы, а занимаемые ими исторические здания осваиваются частными и государственными структурами, на расчищенных территориях возводятся жилые дома. Около побережья развёрнуты общественные культурно-деловые пространства — «Брусницын», «Исткабель», «Севкабель Порт».

## В искусстве

### Кино
- Документальный фильм «Малые родины Большого Петербурга», автор сценария — Светлана Мосова, режиссёр — Александр Щербаносов, голос за кадром — н. а. Российской Федерации Валерий Кухарешин, 2016;

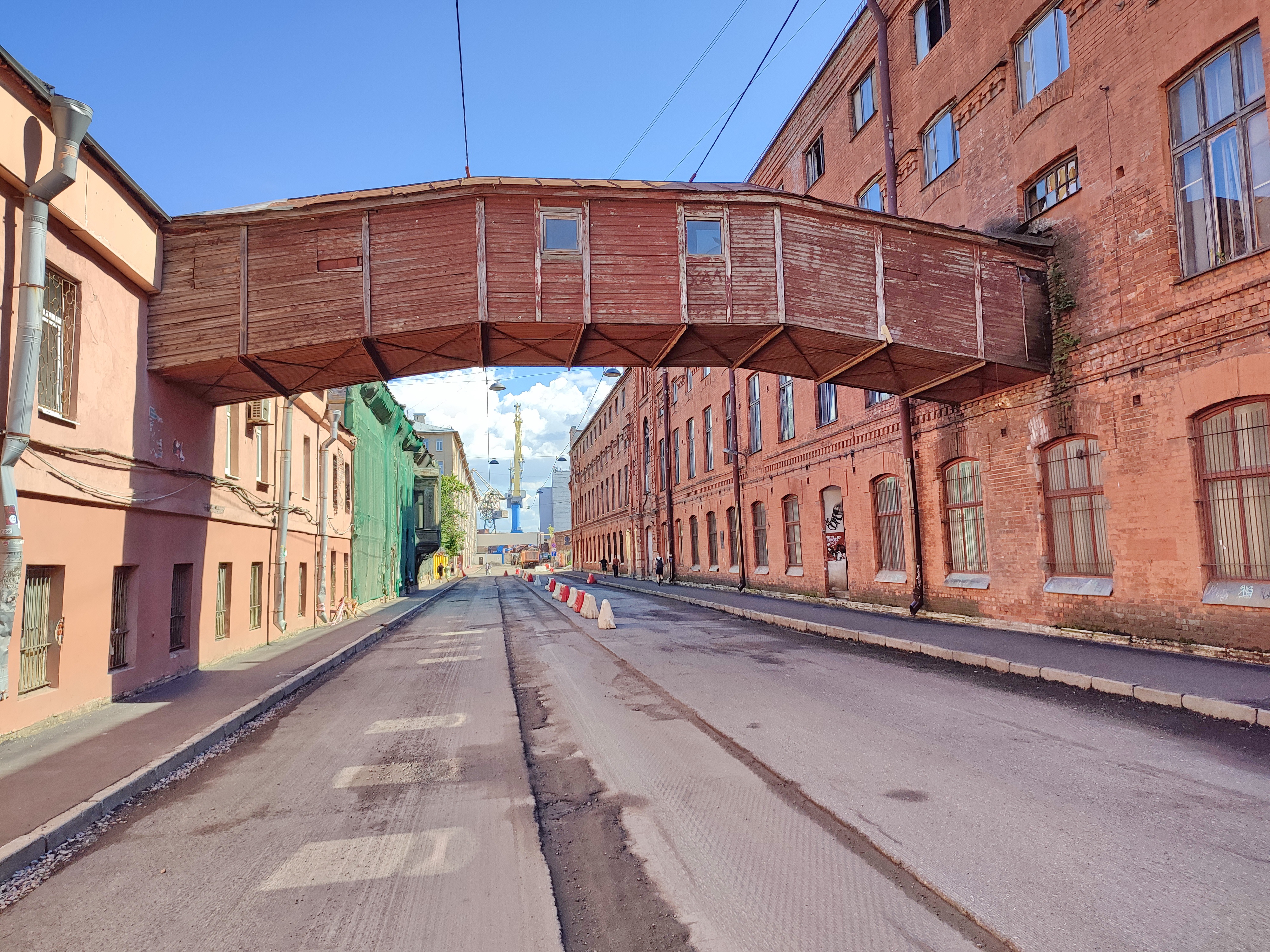
Надземный переход на Кожевенной линии (дома №30 и 27к1)
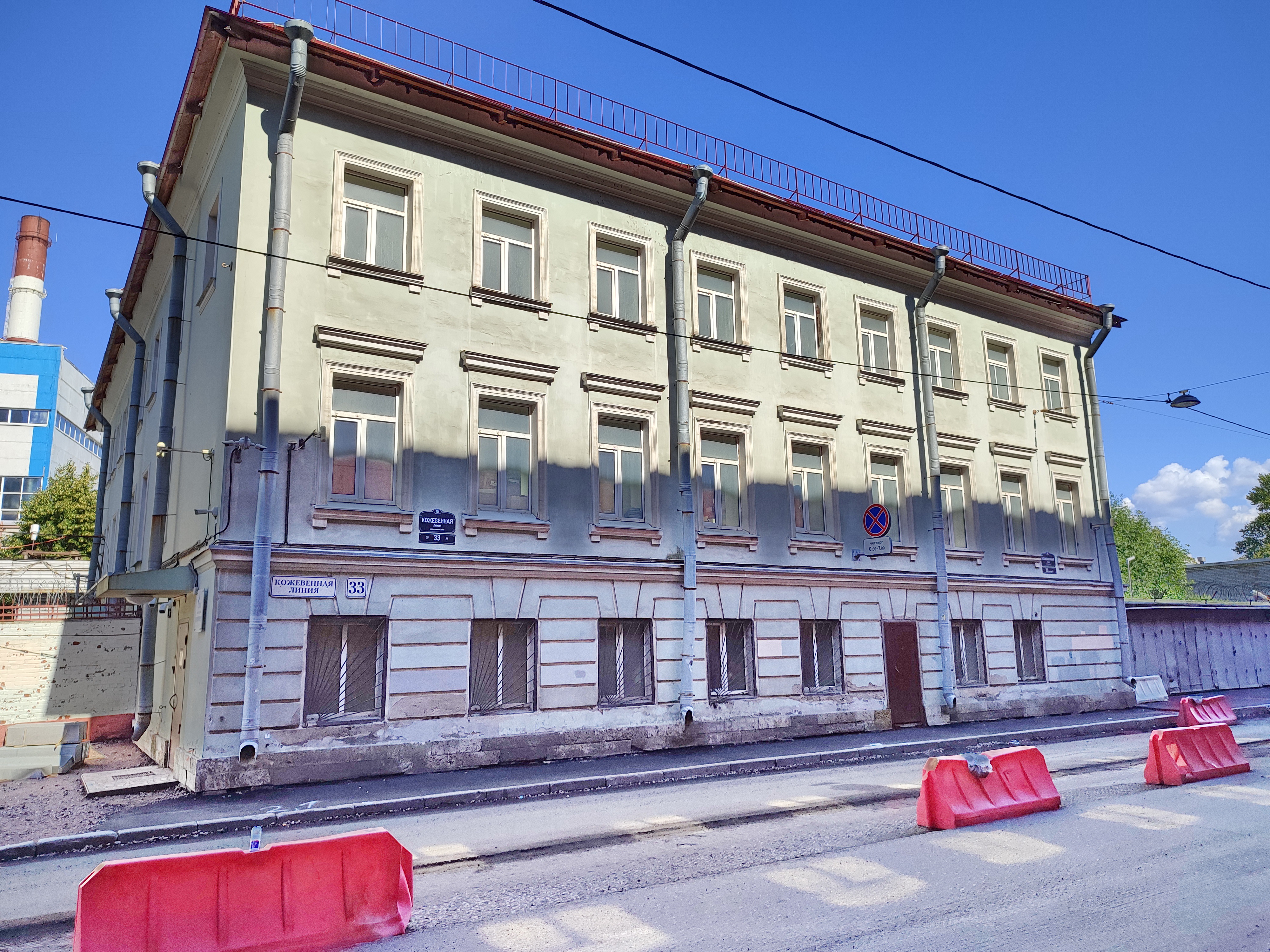
Дом №33 на Кожевенной линии
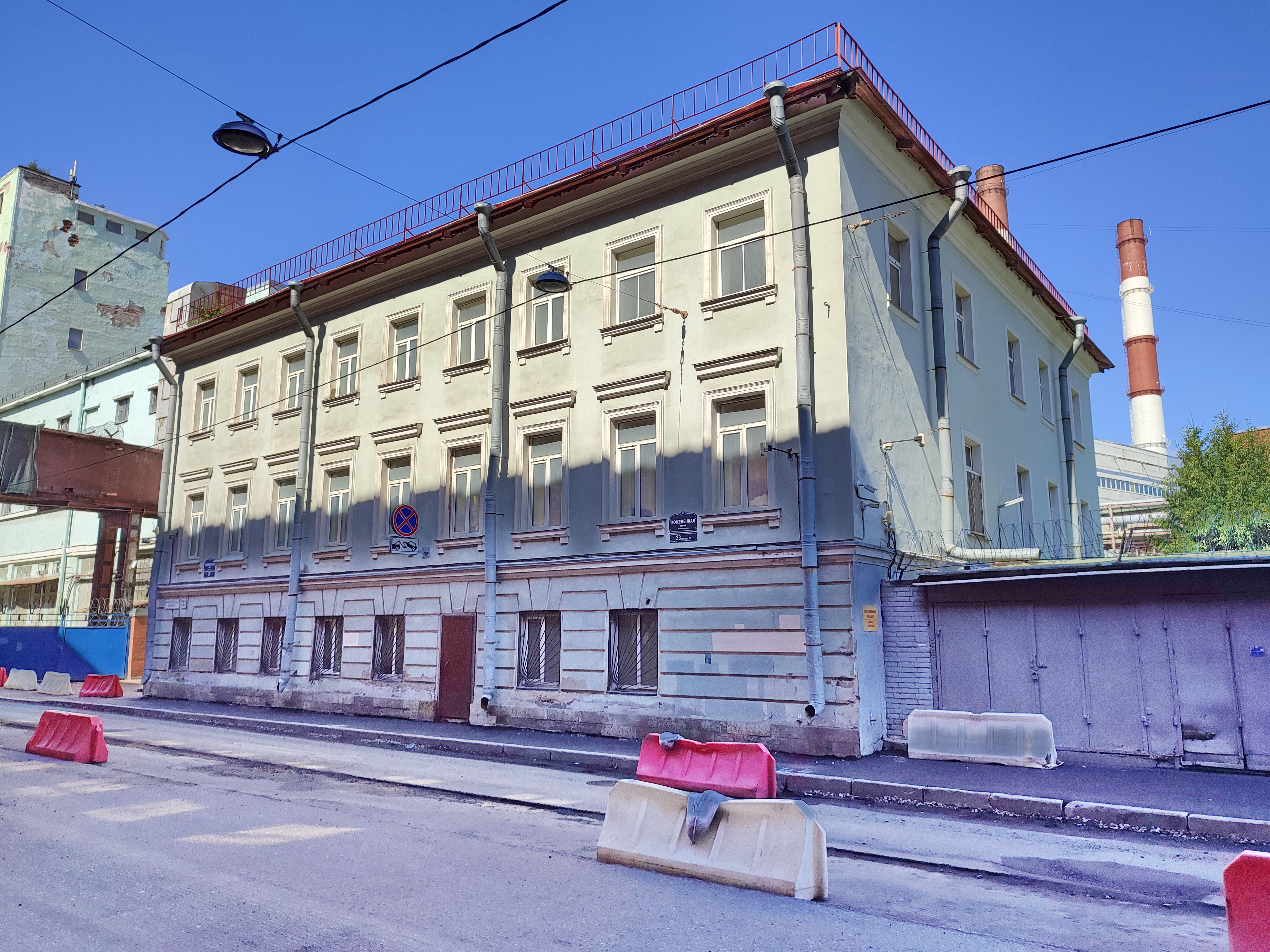
Дом №33 на Кожевенной линии
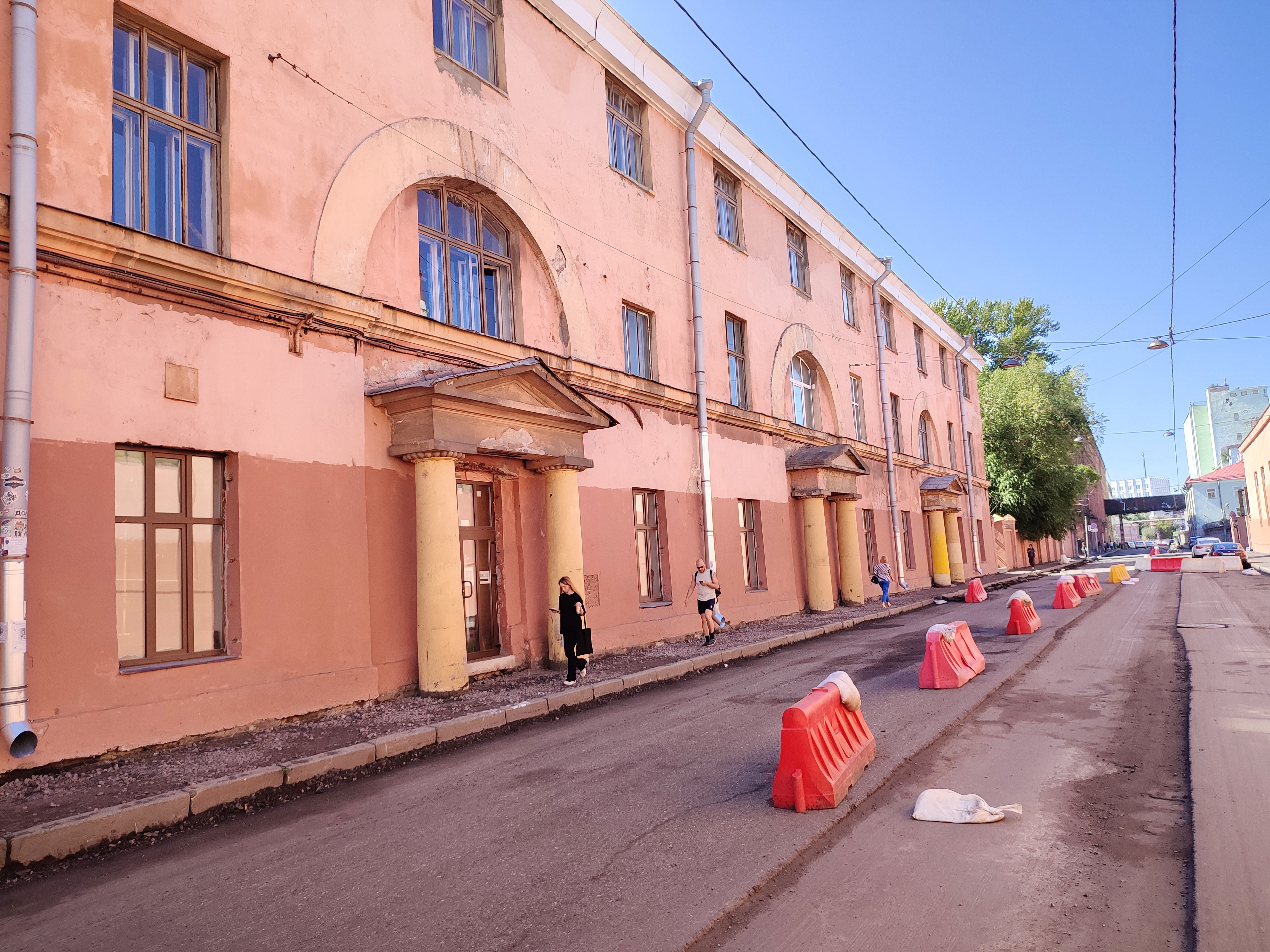
"Дом с колоннами" на Кожевенной линии
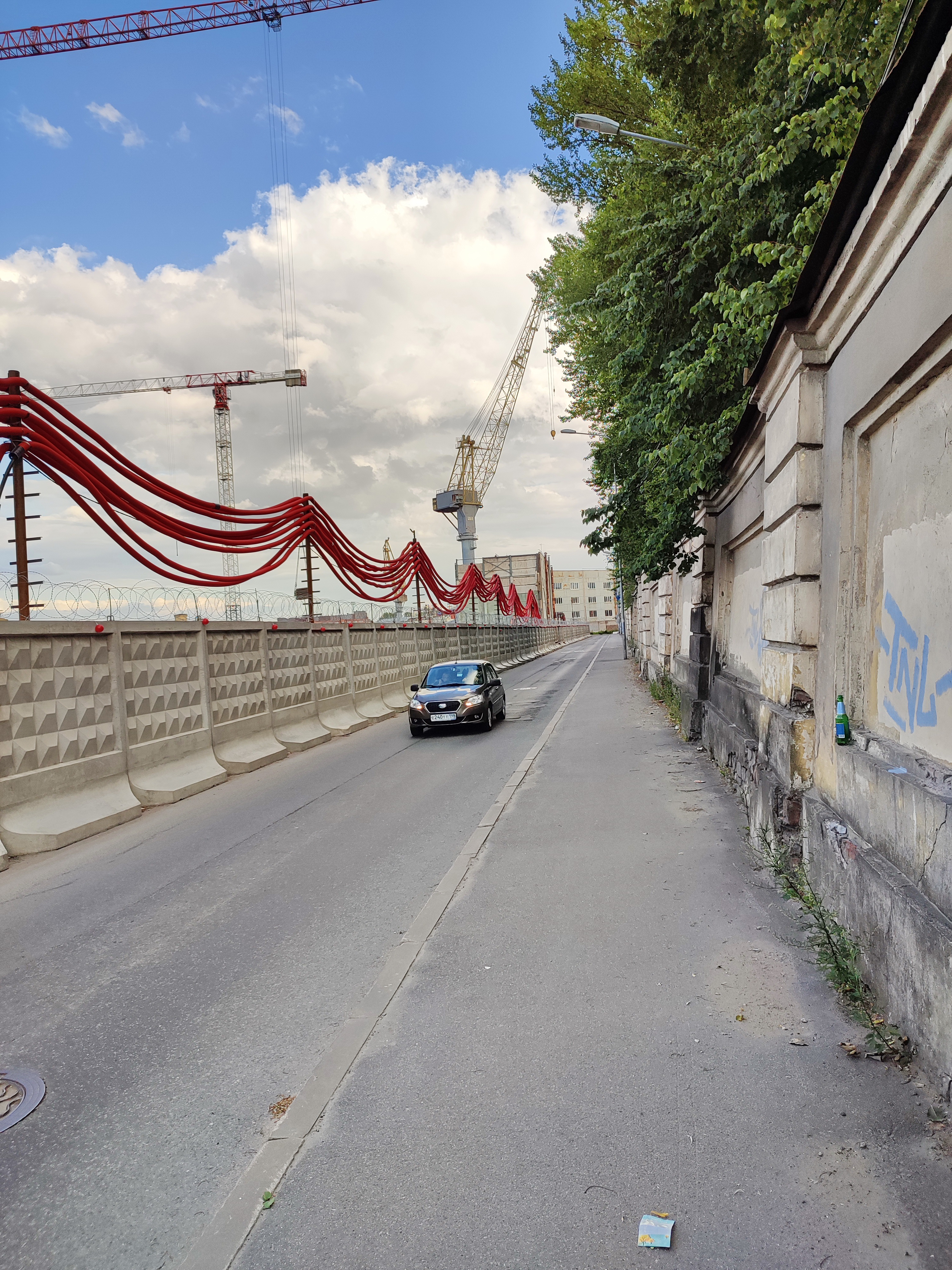
Масляный канал
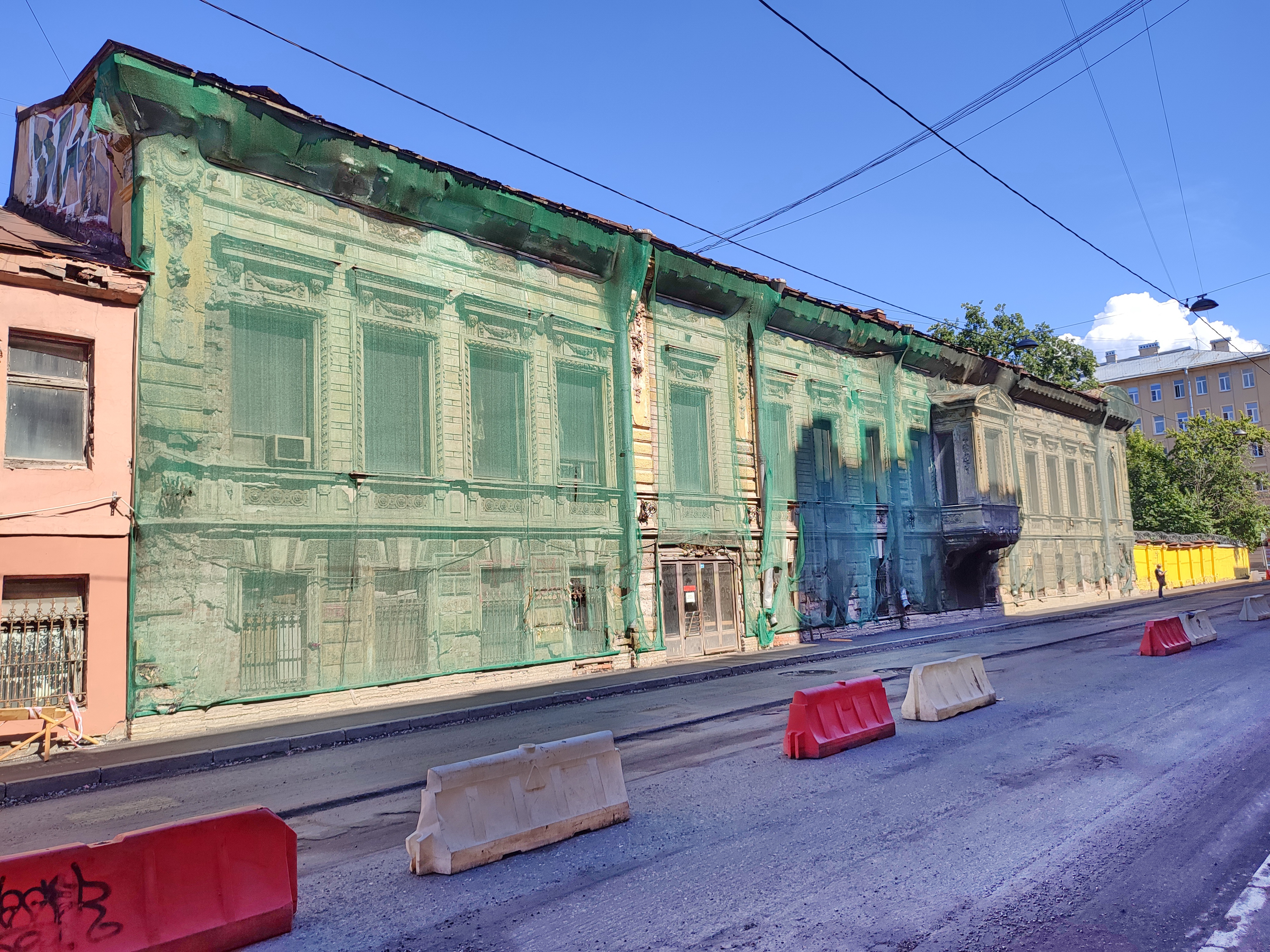
Особняк Брусницыных на реставрации
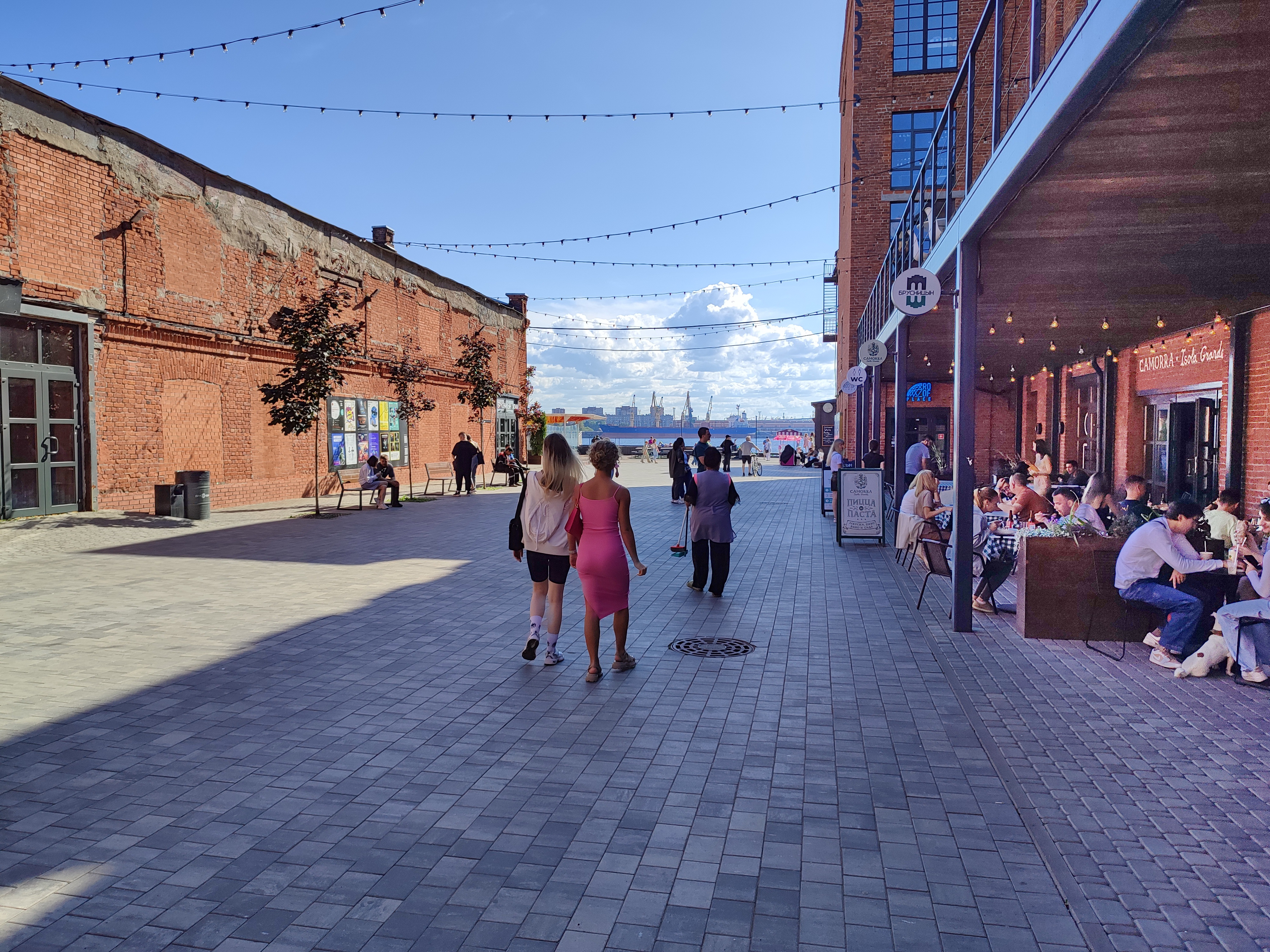
"Брусницын", барная линия
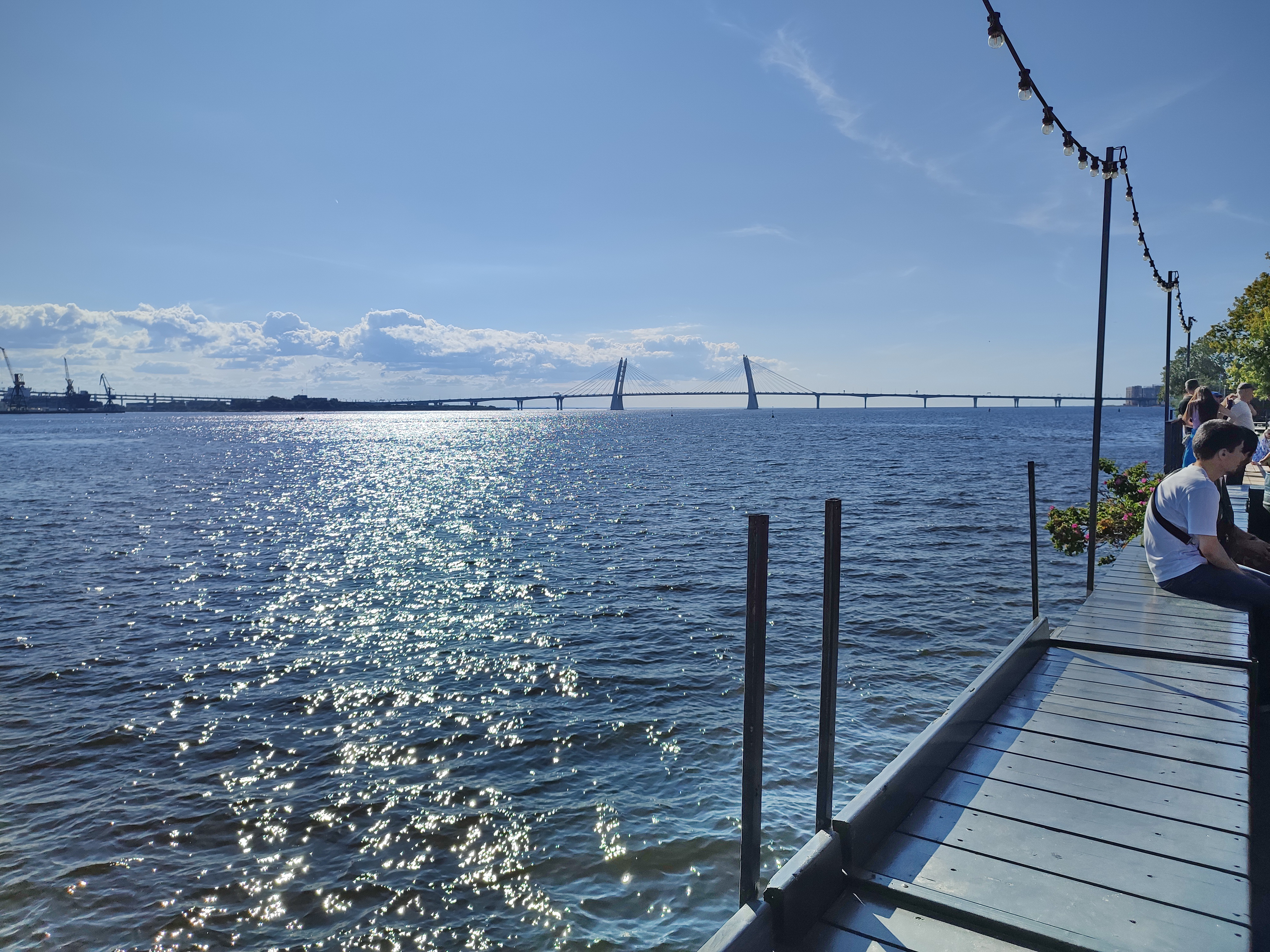
Вид на Неву из центра "Брусницын"